# テラメント事件
テラメント事件（テラメントじけん）は、2008年1月にテラメント株式会社が日本の大手企業6社の株式51%を取得したとする虚偽の株式の大量保有報告書を提出した事件。なお、刑事告発は見送られた。

## 概要
2008年1月25日、金融庁の運営するEDINETにおいてトヨタ自動車・アステラス製薬・フジテレビジョン（現：フジ・メディア・ホールディングス）・三菱重工業・ソニー・日本電信電話といった日本の大手上場企業の株式をそれぞれ51%取得したという株式の大量保有報告書がテラメントによって関東財務局に提出された。
株式の過半数を取得すると経営権を握ることができるため、事実であれば日本の大手企業6社が資本金わずか1000円の企業に買収されたことになり、一時騒ぎになった。しかし、大量保有報告書が開示されたのが取引終了後であり、次の取引開始までに金融庁が大量保有報告書が虚偽である可能性があることを発表する記者会見を開いたため、株価に影響が出ることはなかった。
大量報告書によると取得した株の単価・株数・価格は以下の通り。
| 銘柄             | 単価       | 株数             | 価格                   |
| ---------------- | ---------- | ---------------- | ---------------------- |
| アステラス製薬   | 5030円     | 2億6467万3000株  | 1兆3313億0519万0000円  |
| ソニー           | 5210円     | 51億0147万8000株 | 2兆6648億0038万0000円  |
| トヨタ自動車     | 6340円     | 18億4109万9000株 | 11兆6725億6766万0000円 |
| フジテレビジョン | 19万5000円 | 120万6000株      | 2351億7000万0000円     |
| 三菱重工業       | 525円      | 17億2056万1000株 | 9032億9452万5000円     |
| 日本電信電話     | 50万0000円 | 801万5000株      | 4兆0080億0000万0000円  |

また、大量保有報告書によると計20兆円を超える資金はすべてテラメントの代表取締役から借入金という形で捻出したことになっている。
しかし、このような莫大な資金を一個人が所有しているとは考えにくく、そもそも対象となった各企業には安定株主（安易な株式の売却を行わない保有者）がいるため仮に必要な資金を持っていたとしても突如として過半数の株を購入することは事実上不可能である。そのため、その日のうちに金融庁が悪戯の可能性があるとして調査に乗り出し、1月27日には関東財務局がテラメントに対して訂正報告書の提出を命じる行政処分を行った。なお、虚偽の大量保有報告書の提出については、5年以下の懲役若しくは500万円以下の罰金（併科あり）の刑が、訂正命令の無視については、1年以下の懲役若しくは100万円以下の罰金（併科あり）の刑が科せられる可能性がある。
2008年1月30日、証券取引等監視委員会が、大量保有報告書の虚偽記載容疑で会社と代表取締役社長に対して強制調査に乗り出したが、2008年4月4日に、金融庁と証券取引等監視委員会は、代表者に刑事責任能力がないとして刑事告発を見送ることを決めた。
なおテラメントが提出した大量保有報告書は、その後も長期に渡ってEDINET上で閲覧可能な状態にあったほか、訂正報告書も提出されないままの状態が続いていたが、関東財務局は翌2009年5月29日に当該報告書を一般には非公開扱いとすることを決定した。このため現在はEDINETから当該報告書を見ることはできなくなっている。

## テラメント株式会社とは
テラメント株式会社は、登記上神奈川県川崎市麻生区にある株式会社である。2007年11月2日設立、資本金1千円。社員は代表取締役1人である。業務内容は「IT・自動車・通信・家電・半導体・宇宙航空・原子力・製薬・放送」となっているが実際にそのような業務を行っているか、また実態があるのかも不明。

## 法制度上の不備か
金融庁の電子開示システムEDINETは、提出された書類をそのまま開示するため、たとえ明らかな虚偽の報告書であっても、金融庁側が勝手に不開示としたり削除することはできない。今回の事件の場合、現実味に欠ける内容であったことと開示が取引時間終了後だったことが幸いし、市場が大混乱することはなかったが、取引時間中に開示されていれば市場が混乱する虞があったため、そのような開示を止められない法制度上の不備だという批判もある。
しかし、EDINETには日々数百件（総会集中日後には1000件単位）の情報が提出されるため、すべてを事前にチェックするのは現実味に欠ける。また、「内容が明らかにおかしい書類だけを止めればいい」という議論もあったが、何をもって「明らか」とするかは不明確であって行政の自由裁量とならざるを得ず、そうでなくとも数百件の情報からそういった書類を探し出すシステムを構築するとしても（EDINETには上場企業等の極めて広範囲の情報が開示されることもあり）必要な条件をすべて網羅するには多大なコストがかかる。
なお、金融庁は、この事件の反省を踏まえて、事後的に非開示とする手続等の改善策を検討している。